# ایستگاه متروی مصلای امام خمینی
ایستگاه متروی مصلای امام خمینی، یکی از ایستگاه‌های متروی تهران است که در مصلی امام خمینی تهران واقع شده‌است. این ایستگاه در خط ۱ متروی تهران واقع شده‌است.
نام این ایستگاه پیشتر مصلی بوده‌است و در آینده قرار است خط ۸ متروی تهران با این ایستگاه، تقاطع ایجاد کند.

## خطوط اتوبوسرانی
از خطوط اتوبوسرانی منتهی و عبوری از مجاور این ایستگاه خطوط ذیل می‌باشد:
- خط ۱۰۵ یا ۵ اتوبوس‌های تندرو از پایانه علم و صنعت به پایانه بیهقی در مسیر بزرگراه رسالت، میدان رسالت، بزرگراه رسالت، روی پل سید خندان، ادامه رسالت،  متروی مصلی ، میدان آرژانتین تا بیهقی
- خط ۲۳۴ پایانه متروی شهید حقانی به میدان شیخ بهایی در مسیر بزرگراه شهید حقانی و رسالت،  متروی مصلی ، بلوار آفریقا، چهارراه حقانی، میدان ونک، خیابان ولیعصر، بزرگراه نیایش و کردستان، خیابان رشید یاسمی، پیروزان، ده ونک، میدان شیخ بهایی
- خط ۳۸۶ میدان رسالت به میدان ونک در مسیر بزرگراه رسالت، روی پل سید خندان، ادامه رسالت ، متروی مصلی ، بلوار آفریقا، چهارراه حقانی تا میدان ونک
- خط ۳۹۶ فلکه سوم تهرانپارس به ابتدای خیابان شهید مطهری در مسیر فلکه سوم - خیابان ۱۹۶ غربی - خ. صاحب الزمان-بلوار دلاوران-م الغدیر-هنگام جنوب-طاهر خانی-نیروی دریایی-شهید فتحی- میدان رسالت - بزرگراه رسالت- روی پل سید خندان - ادامه رسالت - متروی مصلی  - میدان آفریقا -م ارژانتین-احمد قصیر-شهید بهشتی-ولیعصر-مطهری
- خط ۴۰۰ میدان رسالت به میدان صنعت در مسیر میدان رسالت - خ. سلمان طرقی - خ. ده خرقان -خ. ۵۵-بزرگراه رسالت -روی پل سید خندان - ادامه رسالت - متروی مصلی  -بزرگراه مدرس - بزرگراه شهید شهیدهمت - بزرگراه شیخ فضل اله نوری، میدان صنعت[۳]